# Medi Therme Bochum
Die Medi Therme Bochum ist ein Thermalbad im Ruhr Park in Bochum. 

## Geschichte
Ursprünglich wurde das Bad unter dem Namen Aquadrom eröffnet, es war als Spaßbad konzipiert. Im Jahre 1987 wurde das Bad im Ruhr Park eröffnet. Es gehörte zu den ersten Bädern seiner Art in Deutschland.
Als Erfinder gilt der Pforzheimer Bankier Heinz Steinhart. Bauherr war die Aquadrom am Ruhrpark Verwaltungsgesellschaft Steinhart KG, Pforzheim, ausführendes Unternehmen war die Komplettbau Planungs- und Bauträgergesellschaft, Rengsdorf.
Steinhart kündigte an, 30 weitere „Aquadrome“ mit einem Finanzvolumen von 2 bis 3 Milliarden DM zu bauen. Das Vorhaben wurde von der Politik begrüßt. Lutz Stavenhagen, Staatsminister und MdB aus Pforzheim, schrieb am 1. Juni 1987 an Steinhart: „Der Bundeskanzler begrüßt es außerordentlich, wenn Unternehmer wie Sie zukunftsweisende Investitionsvorhaben … in Angriff nehmen. (…) Der Bundeskanzler würde es … begrüßen, wenn Sie Ihre Investitionsvorhaben möglichst zügig in die Tat umsetzen und wünscht Ihnen dafür viel Erfolg.“
Bei der Finanzierung des Bochumer Bades war es aber zu Unregelmäßigkeiten gekommen. Die BDO AG Wirtschaftsprüfungsgesellschaft bemerkte dies schon bei der Bilanzprüfung 1986 und informierte die Aufsichtsbehörde. Das Bankhaus Steinhart wurde am 28. Juli 1988 vom Bundesaufsichtsamt für das Kreditwesen geschlossen. Die Staatsanwaltschaft Mannheim warf Steinhart vor, einen Vermögensschaden von 124,5 Millionen DM verursacht zu haben. Im Jahre 1990 verurteilte das Landgericht Mannheim Steinhart wegen Betrugs und Untreue zu sechs Jahren und neun Monaten Freiheitsentzug, von denen er viereinhalb Jahre absaß. Er stand später dem Unternehmen Kristall Bäder AG vor, das unter anderem das Aqualand in Köln und mindestens zehn weitere Spaßbäder betreibt; er war dort bis zu seinem Tod am 5. Juli 2016 Aufsichtsratsvorsitzender; im September 2014 war bei ihm Bauchspeicheldrüsenkrebs diagnostiziert worden. Die ARD bezeichnete den Fall als „einen der größten Betrugsaffären der Nachkriegszeit“.
Das Aquadrom in Bochum hatte hohe Gästezahlen. Die Wasserrutschen erfreuten sich großer Beliebtheit. Allerdings kam es auch zu etwa 100 Notarzteinsätzen pro Jahr. An den Wasserrutschen kam es zu insgesamt zwei Toten (darunter einer 18-Jährigen, die im Oktober 1999 ertrank) und einem Fall von Querschnittlähmung. Ende 2000 stand ein Renovierungsbedarf unter anderem an faulenden, hölzernen Deckenträgern an. Die Gesamtsanierung wurde mit Kosten in Höhe von 6,5 Millionen DM veranschlagt. Am 23. Januar 2001 kündigte Hartmut Brinkmann, Geschäftsführer der Gesellschafter des Aquadroms, die Renovierung und Wiedereröffnung an. Am 25. Januar 2001 wurde bekannt, dass sich das Unternehmen im Insolvenzverfahren befand. Die Mehrheit der 670 Gesellschafter war nicht mehr bereit, sich an weiteren Investitionen zu beteiligen. Sie hatten in den Betriebsjahren nur zweimal eine Gewinnausschüttung erhalten. Vom Konkurs betroffen waren 43 festangestellte Mitarbeiter sowie weitere Kräfte auf Minijobbasis.

## Ausstattung
Heute befindet sich, nach dem Umbau 2003, die Saunaanlage Medi Therme Bochum in der Anlage des ehemaligen Bochumer Aquadroms. Sie verfügt über 13 verschiedene Saunen und verschiedene Wasserbecken im Innen- und Außenbereich. Bei den Umbauarbeiten blieb von den Wasserrutschen nur der alte Turm erhalten. Betreiber der Medi Therme Bochum ist die Medi Spa GmbH.